# Henry Czerny
Henry Czerny (Toronto, Ontario, Canadà, 8 de febrer de 1959) és un actor canadenc de cinema i televisió. El seu paper més conegut és el de Conrad Grayson en la sèrie Revenge emesa per l'ABC. Ha rebut el Premi Theatre World i dos premis Gemini.
Czerny va estudiar en l'Escola Nacional de Teatre a Mont-real. Després de graduar-se el 1982, va actuar en diversos escenari a través del Canadà, des del National Arts Centre d'Ottawa fins al Citadel Theatre d'Edmonton i al Festival de Stratford.
A finals de 1980, s'havia establit com un veterà del teatre. Czerny va aconseguir el seu debut en l'actuació en els musicals del Humberside Collegiate Institute a Toronto, sota la direcció de Janet Keele.
Va tindre un paper destacat a The Boys of St. Vincent, Missió: Impossible (Mission: Impossible), Conversations with God (2006), La tempesta de gel (The Ice Storm) i The Michelle Apartments. En la comèdia de 2006 The Pink Panther interpreta el principal antagonista, "Yuri, l'entrenador que entrena". També ha interpretat el tinent Brooks a la sèrie CSI: Crime Scene Investigation.
El 2007 Czerny va aparèixer en la sèrie de Showtime The Tudors, interpretant el duc de Norfolk. També va aparèixer en la sèrie de televisió canadenca Flashpoint el 2008, i en el drama de ciència-ficció Falling Skies el 2011. A partir del 2011 va participar en la sèrie d'ABC Revenge.

## Filmografia
| Any  | Títol                                                    | Paper                         | Notes                                                     |
| ---- | -------------------------------------------------------- | ----------------------------- | --------------------------------------------------------- |
| 1986 | La mosca (The Fly)                                       | Encarregat de bar             | No apareix als títols de crèdit                           |
| 1992 | Buried on Sunday                                         | Nelson                        |                                                           |
| 1993 | I Love a Man in Uniform                                  | Joseph Riggs                  |                                                           |
| 1994 | Cold Sweat                                               | Sean Mathieson                |                                                           |
| 1994 | Clear and Present Danger                                 | Robert Ritter                 |                                                           |
| 1994 | Anchor Zone                                              | Lawson Hughes                 |                                                           |
| 1995 | When Night Is Falling                                    | Martin                        |                                                           |
| 1995 | The Michelle Apartments                                  | Alex                          |                                                           |
| 1995 | Jenipapo                                                 | Michael Coleman               |                                                           |
| 1995 | Notes from Underground                                   | The Underground Man           |                                                           |
| 1995 | Johnston...Johnston                                      | Johnston                      |                                                           |
| 1996 | Missió: Impossible (Mission: Impossible)                 | Eugene Kittridge              |                                                           |
| 1997 | La tempesta de gel (The Ice Storm)                       | George Clair                  |                                                           |
| 1999 | Kayla                                                    | Asa Robinson                  |                                                           |
| 1999 | After Alice                                              | Harvey                        |                                                           |
| 2000 | Cement                                                   | Truman                        |                                                           |
| 2001 | Almost America                                           | Steven                        |                                                           |
| 2003 | Klepto                                                   | Ivan                          |                                                           |
| 2003 | The Failures                                             | Frank Kyle                    |                                                           |
| 2004 | The Limit                                                | Denny                         |                                                           |
| 2005 | Chaos                                                    | Capità Martin Jenkins         |                                                           |
| 2005 | The Circle                                               | Rick                          |                                                           |
| 2005 | L'exorcisme de l'Emily Rose (The Exorcism of Emily Rose) | Dr. Jared Briggs              |                                                           |
| 2006 | The Oakley Seven                                         | Mr. Whitney                   |                                                           |
| 2006 | The Pink Panther                                         | Yuri l'Entrenador que Entrena |                                                           |
| 2006 | Conversations with God                                   | Neale Donald Walsch/ Déu      |                                                           |
| 2006 | Fido                                                     | Mr. Bottoms                   |                                                           |
| 2007 | The Fifth Patient                                        | Gerard Pinker                 |                                                           |
| 2010 | Ice Castles                                              | Marcus                        |                                                           |
| 2010 | The A-Team                                               | Director McCready             |                                                           |
| 2015 | Remember                                                 | Charles Guttman               |                                                           |
| 2016 | The Other Half                                           | Jacob                         | Nominat al Premi Canadian Screen a Millor Actor Secundari |
| 2017 | Buckout Road                                             | Detectiu Harris               |                                                           |
| 2019 | Ready or Not                                             | Tony Le Domas                 |                                                           |
| 2023 | Mission: Impossible – Dead Reckoning Part One            |                               |                                                           |